# Thomas L. Fisher
Thomas L. Fisher (geb. vor 1970) ist ein Spezialeffektkünstler.

## Leben
Norris begann seine Karriere Mitte der 1970er Jahre zunächst beim Fernsehen. Sein Spielfilmdebüt hatte er 1975 mit Robert Fuests Horrorfilm Nachts, wenn die Leichen schreien mit Ernest Borgnine und Eddie Albert in den Hauptrollen. Er war in der Folge an zahlreichen Actionfilmen beteiligt, darunter die ersten drei Teile von Sylvester Stallones Rambo-Filmreihe. Norris wirkte an drei Spielfilmen von James Cameron mit, True Lies – Wahre Lügen, Terminator 2 – Tag der Abrechnung und Titanic.
1995 war er gemeinsam mit John Bruno, Jacques Stroweis und Pat McClung für True Lies – Wahre Lügen für den  Oscar in der Kategorie Beste visuelle Effekte nominiert, die Auszeichnung ging in diesem Jahr jedoch an Robert Zemeckis’ Forrest Gump. Auch bei den BAFTA Film Awards war True Lies – Wahre Lügen in der Kategorie Beste visuelle Effekte Forrest Gump unterlegen. 1998 konnte er für Titanic gemeinsam mit Robert Legato, Mark A. Lasoff und Michael Kanfer den Oscar gewinnen, bei der Verleihung der BAFTA Film Awards unterlag Titanic jedoch Luc Bessons Science-Fiction-Film Das fünfte Element.
Sein Sohn Scott Fisher ist ebenfalls im Filmgeschäft tätig.

## Filmografie (Auswahl)
- 1976: Flucht ins 23. Jahrhundert (Logan’s Run)
- 1979: Stadt in Flammen (City on Fire)
- 1982: Rambo (First Blood)
- 1985: Rambo II – Der Auftrag (Rambo: First Blood Part II)
- 1988: Rambo III
- 1990: Die totale Erinnerung – Total Recall (Total Recall)
- 1991: Terminator 2 – Tag der Abrechnung (Terminator 2: Judgment Day)
- 1992: Alarmstufe: Rot (Under Siege)
- 1992: Der letzte Mohikaner (he Last of the Mohicans)
- 1993: Last Action Hero
- 1994: True Lies – Wahre Lügen (True Lies)
- 1995: Batman Forever
- 1997: Titanic
- 1999: Der 13te Krieger (The 13th Warrior)
- 2002: Men in Black II
- 2003: Ein Kater macht Theater (The Cat in the Hat)
- 2004: Collateral
- 2012: Life of Pi: Schiffbruch mit Tiger (Life of Pi)

## Auszeichnungen (Auswahl)
- 1995: Oscar-Nominierung in der Kategorie Beste visuelle Effekte für True Lies
- 1995: BAFTA-Film-Award-Nominierung in der Kategorie Beste visuelle Effekte für True Lies
- 1998: Oscar in der Kategorie Beste visuelle Effekte für Titanic
- 1998: BAFTA-Film-Award-Nominierung in der Kategorie Beste visuelle Effekte für Titanic